# Elliptisk galax

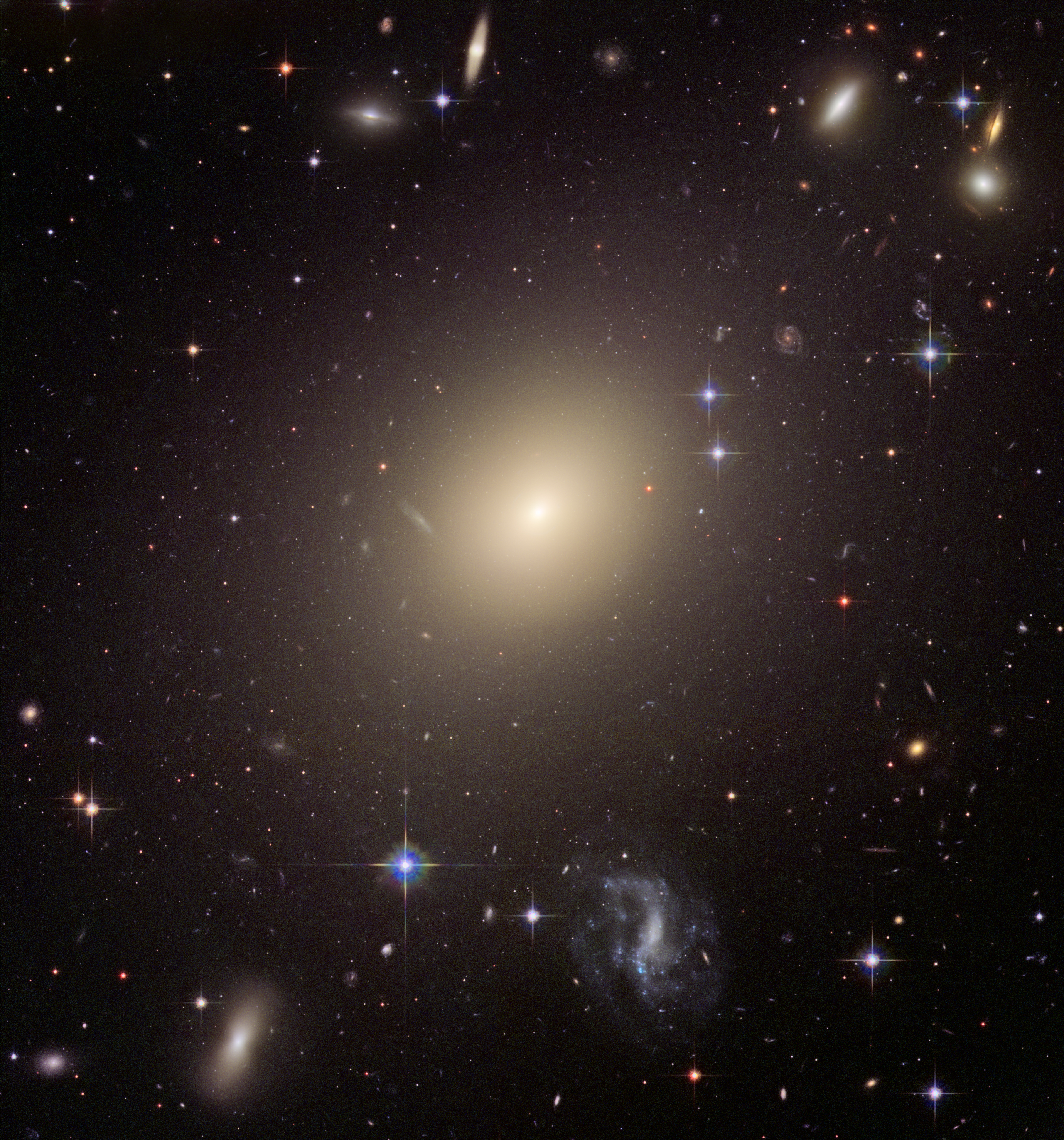
Den gigantiska elliptiska galaxen ESO 325-G004

En elliptisk galax är en typ av galax i Hubbles serie karakteriserad av egenskaperna
- Stjärnornas rörelse är dominerad av slumpmässig rörelse till skillnad mot de stavformade galaxerna där rörelsen till mycket liten del är slumpmässig, utan istället domineras av rotation

- Mycket lite interstellär materia, få unga stjärnor och få öppna stjärnhopar

- Består av gamla population II-stjärnor

- Större elliptiska galaxer har ofta ett system av klotformiga stjärnhopar som tyder på en gammal stjärnpopulation

I Hubbles serie är de elliptiska typerna benämnda E0-E7 där E0 är nästan sfäriska och E7 är mycket tillplattade.

## Exempel
- Messier 32
- Messier 49
- Messier 59
- Messier 60
- Messier 87
- Messier 89
- Messier 105
- Messier 110
- cD-galax